# 木村優人
木村 優人（きむら ゆうと、2005年6月1日 - ）は、茨城県土浦市出身のプロ野球選手（投手）。右投左打。千葉ロッテマリーンズ所属。

## 経歴

### プロ入り前
土浦市立斗利出小学校1年生のときに斗利出ベアーズで野球を始め、6年時は藤沢イーグルスでプレー。霞ヶ浦高校附属中学校では霞ヶ浦高校附属ボーイズに所属した。
中高一貫の霞ヶ浦高校に進学すると、1年夏はベンチ入りし、2試合にリリーフ登板。1年秋以降は、マウンドに上がらない試合では「3番・右翼手」で出場し、2年秋からはエースを務め、3年春の茨城大会で自己最速の150km/hを計測した。3年夏の茨城大会では準決勝を突破し、土浦日大との決勝では8回まで無失点に抑えたが、3点リードの9回に5失点し、逆転負けを喫した。その後、U-18ワールドカップの日本代表に選出され、3試合のリリーフ登板で防御率1.60を記録し、日本の優勝に貢献した。甲子園出場経験はなし。
2023年10月26日に開催されたドラフト会議では、千葉ロッテマリーンズから3位指名を受け、11月16日に契約金5000万円、年俸600万円で仮契約を結んだ。背番号は53。

### ロッテ時代
2024年は1日5食の食事や筋力トレーニングなど、身体づくりに取り組み、5月17日の二軍戦で公式戦デビューを果たした。ルーキーイヤーはイースタン・リーグで11試合に登板し、0勝2敗・防御率2.37を記録。オフに現状維持となる推定年俸600万円で契約を更改した。
2025年はオープン戦で2試合・計4イニングを投げ、4安打無失点に抑えると、救援投手として開幕を一軍で迎えた。吉井理人監督の「点差が離れた場面で投げさせるよりも、あえて厳しい場面で投げる方が若い子は育つと思っている」という方針の下、3月30日の福岡ソフトバンクホークス戦で同点の7回裏からプロ初登板。1イニングを三者凡退に抑えると、直後にチームが勝ち越し、そのまま勝利したことで木村にプロ初勝利が記録された。4月18日の東北楽天ゴールデンイーグルス戦でも三者凡退でプロ初ホールドを挙げるなど、デビューから10イニング連続無安打無失点を記録。チームは勝ちパターンを固定しておらず、セーブも4月終了時点では益田直也・鈴木昭汰・ゲレーロの3投手が記録していたが、5月に入って益田とゲレーロが登録抹消となり、5月15日の楽天戦では相手打線の主軸を迎える8回裏に鈴木が登板し、木村が3点リードの9回裏に登板。1回1安打1四球1奪三振無失点の内容でプロ初セーブを挙げた。6月8日の登板を終えた時点では14試合にリリーフ登板し、1勝0敗5ホールド1セーブ・防御率2.75と好成績をマーク。その後は先発として調整を進め、同17日の阪神タイガース戦でプロ初先発となり、4回3安打2四死球4奪三振1失点の内容で勝敗は付かず、翌18日に出場選手登録を抹消された。中14日で7月2日の楽天戦に先発し、6回2/3を6安打2四球4奪三振3失点の内容でプロ初の先発白星。さらに、再び投げ抹消を経て、同17日のソフトバンク戦に先発すると、5回4安打2四死球6奪三振2失点（自責点1）の内容ながら、雨天コールド（5回終了時点・引き分け）により、プロ初完投が記録された。

## 選手としての特徴
右肘を柔らかく使った腕の振りから投げ下ろすストレートは最速152km/hを計測。変化球はカットボール・カーブ・スプリット・ツーシームを投じる。
霞ヶ浦高校時代は、マウンドに上がらない試合では「3番・右翼手」で出場する二刀流であった。

## 家族
3兄弟の三男で、2人の兄も霞ヶ浦高等学校出身の野球選手。高校時代の3兄弟はいずれも3年夏に土浦日本大学高等学校に敗れ、甲子園大会出場を逃している。

## 詳細情報

### 記録

#### 初記録
投手記録
- 初登板・初勝利：2025年3月30日、対福岡ソフトバンクホークス3回戦（みずほPayPayドーム福岡）、7回裏に2番手で救援登板、1回無失点[17]
- 初奪三振：同上、7回裏に山川穂高から空振り三振[17]
- 初ホールド：2025年4月18日、対東北楽天ゴールデンイーグルス4回戦（楽天モバイルパーク宮城）、7回裏に3番手で救援登板、1回無失点[18]
- 初セーブ：2025年5月15日、対東北楽天ゴールデンイーグルス11回戦（東京ドーム）、9回裏に5番手で救援登板・完了、1回無失点[26][注 3]
- 初先発登板：2025年6月17日、対阪神タイガース1回戦（阪神甲子園球場）、4回1失点で勝敗つかず[29]
- 初先発勝利：2025年7月2日、対東北楽天ゴールデンイーグルス13回戦（楽天モバイルパーク宮城）、6回2/3を3失点[32]
- 初完投：2025年7月17日、対福岡ソフトバンクホークス14回戦（北九州市民球場）、5回2失点（自責点1）で勝敗つかず ※5回裏終了雨天コールド[36]

打撃記録
- 初打席：2025年6月17日、対阪神タイガース1回戦（阪神甲子園球場）、3回表に才木浩人から空振り三振

その他の記録
- 10イニング連続被安打0 ※全登板が救援での達成は史上3人目、パ・リーグ記録、プロ初登板からの達成はプロ野球記録

### 背番号
- 53（2024年[11] - ）

### 代表歴
- 2023 WBSC U-18ワールドカップ 日本代表